# WR 124
WR 124 (QR Sagittae) – gwiazda Wolfa-Rayeta znajdująca się w  gwiazdozbiorze Strzały.

## Nazwa
Jako gwiazda Wolfa-Rayeta jest ona oznaczona WR 124. Będąc gwiazdą zmienną ma też oznaczenie QR Sagittae. Bywa nazywana także „gwiazdą Merrilla”.

## Właściwości fizyczne
Ponieważ temperatura powierzchniowa WR 124 sięga prawie 45 000 K, jest ona jedną z najgorętszych znanych gwiazd Wolfa-Rayeta. Jest to gwiazda masywna i niestabilna, stwarza wrażenie, jakby już eksplodowała, choć eksplozja tej gwiazdy dopiero nastąpi. Wybuch powstrzymuje niezwykle silny wiatr gwiazdowy, który wiejąc z prędkościami dochodzącymi do 160 000 km/h wyrywa z jej powierzchni obłoki materii o długości 160 miliardów kilometrów. Powoduje to wygląd przypominający jasne sztuczne ognie.
WR 124 jest otoczona przez stosunkowo młodą mgławicę M1-67 o wieku około 10 000 lat, zawierającą zagęszczenia materii o masie 30 razy większej od masy Ziemi i średnicy 150 miliardów km.